# Termometrografo
Il termometrografo è un tipo di termometro a massima e a minima. Fu ideato dallo scienziato inglese James Six (1731-1793) verso la fine del XVIII secolo e perfezionato dal fisico italiano Angelo Bellani (1736-1852), che gli dette il nome di “termometrografo” perché le temperature rilevate vengono registrate dallo strumento.
Nel 1855 i termometrografi realizzati dal costruttore e commerciante di strumenti scientifici Giustino Paggi (XIX secolo) vennero presentati all’Accademia dei Georgofili di Firenze.